# Möckeln (Småland)
 For alternative betydninger, se Möckeln. (Se også artikler, som begynder med Möckeln)
Möckeln er en sø i søområdet sydvest for Växjö i Kronobergs län, Småland i Sverige. Möckeln har et areal på 48 km² og ligger 136 meter over havets overflade. Den største dybde er 12 meter.
Den største by i nærheden af Möckeln er Älmhult.
Botanikeren Carl von Linné voksede op tæt ved søen, og studerede floraen i sin barndom og ved sine senere besøg under et par landskabsrejser. Siden Linnés tid, er vandstanden i søen faldet; kystlinjen på Linnés tid lå et par meter højere end den er i dag.
56°39′10″N 14°12′50″Ø / 56.65278°N 14.21389°Ø